# Moran Mazor
Moran Mazor (Holon, 17 maggio 1991) è una cantante israeliana. Ha rappresentato il suo paese all'Eurovision Song Contest 2013 a Malmö, in Svezia, con la canzone Rak bishvilo (Solo per lui).

## Biografia
Nata e cresciuta ad Holon, un sobborgo di Tel Aviv da genitori d'origine georgiana, ha sempre amato la musica. A 17 anni, come tutte le ragazze israeliane, ha svolto il servizio militare, entrando a far parte della banda dell'esercito, anche se desiderava studiare farmacologia come riservista. La sua carriera musicale è iniziata di fatto nel 2010 quando, dopo aver vinto un talent show locale, ha inciso un album con la collaborazione di Eyal Golan, un cantante molto popolare in Israele.

## Eurovision Song Contest 2013
Nel 2013 ha partecipato alla selezione nazionale per l'Eurovision Song Contest, Kdam Eurovision con la canzone Rak Bishvilo, vincendo nella finale del 7 marzo, ricevendo il 30% di voto da parte della giuria e il 70% mediante il televoto. Si è così qualificata per la seconda semifinale dello show, non riuscendo però ad accedere alla finale.